# Albert de Vleeschauwer
Pour les articles homonymes, voir Vleeschauwer.
Le baron Albert de Vleeschauwer van Braekel, né à Nederbrakel le 1er janvier 1897 et mort à Kortenberg le 24 février 1971, est une personnalité politique catholique belge. Il est ministre des Colonies de mars 1938 à février 1945 (avec une petite interruption en 1939). Pendant la Seconde Guerre mondiale  il fait partie du gouvernement belge en exil à Londres et assume les portefeuilles ministériels de la Justice (d'octobre 1940 à octobre 1942) et de l’Instruction publique (d'octobre 1942 à septembre 1944). Après guerre, il est ministre de l'Intérieur de 1949 à 1950 et ministre de l’Agriculture de 1958 à 1960.

## Biographie
Joseph Albert de Vleeschauwer, né à Nederbrakel le 1er janvier 1897, est le fils de Pieter de Vleeschauwer, agriculteur, et de Victoria Roelant. Il est issu d'un milieu traditionnellement catholique. Le 29 février 1924, il épouse à Louvain Yvonne Van Gindertaelen qui lui donne cinq enfants.
Lors de la Première Guerre mondiale, il s'engage comme volontaire dans l'armée belge à 19 ans en 1916.
Après l'Armistice en novembre 1918, il fait des études universitaires et obtient le diplôme de docteur en droit et licencié en philosophie thomiste de l’Université catholique de Louvain. En 1924, il s'inscrit comme avocat au barreau de Louvain. Il devient ensuite comme chef du service des études du Boerenbond belge. En 1927, il commence un carrière académique comme professeur à l’Université catholique de Louvain chargé de cours à l’Institut d’agronomie et professeur de droit commercial à la Faculté de droit en 1936. 
De 1929 à 1930, il est chef de cabinet du ministre catholique de l’Agriculture Henri Baels. Il se lance alors dans une carrière politique au sein du Parti catholique.
En 1932, il est élu député de l'arrondissement de Louvain à la Chambre des représentants avec un profil démocrate chrétien flamand, il est cofondateur du Katholieke Vlaamse Volkspartij (nl) en 1936. Il restera député jusqu'en 1960.
Il est nommé ministre des Colonies en avril 1938, fonction ministérielle qu’il conservera pendant près de sept ans pratiquement sans interruption. D’emblée, s’installe une identité de vues entre le ministre et le gouverneur général du Congo belge et du Ruanda-Urundi, Pierre Ryckmans. Ils sont notamment partisans d'un soutien financier aux missions protestantes en matière d’enseignement, mesure qui inquiète sérieusement le clergé belge catholique, ou du rappel du commandant en chef de la Force publique, le général Émile Auguste Hennequin, à Bruxelles en novembre 1939.

### Seconde Guerre mondiale
Après la campagne des dix-huit jours qui voit la défaite de l’armée belge en mai 1940, le gouvernement belge se réfugie en France et échoue finalement à Bordeaux le 17 juin. Le lendemain le cabinet Hubert Pierlot décide de faire confiance au gouvernement français, présidé depuis peu de jours par le maréchal Pétain, bien que trois ministres, Camille Gutt, Marcel-Henri Jaspar et Albert de Vleeschauwer aient exprimé la volonté de continuer la lutte au côté du Royaume-Uni. Jaspar qui rompt la collégialité ministérielle en partant le jour même pour le Royaume-Uni, est démis de ses fonctions (M.B. 24 juin 1940). Le 18 juin 1940 jour de capitulation de la France, de Vleeschauwer reçoit un mandat étendu du gouvernement, avec le nouveau titre d’administrateur général disposant des plus larges pouvoirs « afin d’assurer la continuité effective du gouvernement » au cas où les ministres seraient amenés à ne plus assumer les leurs. Il s'agissait pour le gouvernement belge de protéger le Congo d'une tentation neutraliste, mais aussi du risque de voir le domaine colonial belge dominé par le Royaume-Uni après l'effacement du pouvoir de Bruxelles. Il quitte Bordeaux le lendemain pour arriver le 22 juin à Lisbonne. Son épouse et ses enfants reçoivent non seulement leurs visas des mains d’Aristides de Sousa Mendes, mais ce dernier leur offre l’hospitalité de sa maison de campagne à Cabanas, près de Viseu au Portugal. Ils y demeurent jusqu’en septembre 1940. Ce geste généreux du légendaire « Consul de Bordeaux » permet à Albert de Vleeschauwer de poursuivre sa mission sans entrave.
Il commence par lancer un télégramme le 23 juin 1940 à tous les postes diplomatiques belges et au gouverneur général du Congo annonçant qu’il y a un membre du gouvernement, dûment mandaté, hors de portée de l’ennemi et que « la guerre continue ». Le jour même Pierre Ryckmans prononce son discours radiodiffusé bien connu. Le baron Émile Cartier de Marchienne, ambassadeur belge à Londres réagit en l’invitant à se rendre incessamment en Angleterre où l’ex-ministre Jaspar, aidé de Camille Huysmans, l’ancien président de la Chambre, envisage de créer un contre-gouvernement. Albert de Vleeschauwer arrive en Angleterre le 4 juillet et est reçu par Winston Churchill le 8. Il lui offre la collaboration entière du Congo, offre instantanément acceptée par le Premier Ministre britannique avec la remarque qu’il souhaiterait voir Hubert Pierlot et tous ses collègues à Londres. Albert de Vleeschauwer met tout en œuvre pour y arriver. Il retourne à Lisbonne et réussit, malgré l’absence de communications régulières, d’arranger une rencontre au poste frontière du Col du Perthus. Elle a lieu le 2 août, Hubert Pierlot étant accompagné de Paul-Henri Spaak et de Camille Gutt. Albert de Vleeschauwer réussit à les convaincre et Gutt, qui avait les visas requis en poche, entame le voyage de retour à Londres avec lui. Le 5 août les deux ministres sont à Londres et les deux autres de retour à Vichy. Ils y tiennent leur dernier conseil le 25 août, puis quittent Vichy munis de la démission de leurs collègues. Le 28 août ils sont arrêtés à la frontière espagnole et placés en résidence surveillée à Barcelone. Le 22 octobre, ils réussissent à s'échapper de Barcelone avec la complicité de Marc Jottard, consul de Belgique, et arrivent à Londres après un voyage mouvementé à travers l'Espagne cachés dans le double fond d'une camionnette. Le 31 octobre, le gouvernement belge reprend ses activités avec une réunion de conseil – à quatre – où ils entérinent toutes les décisions prises par Albert de Vleeschauwer d’abord seul, puis ensemble avec Camille Gutt.
Fin novembre 1940, le ministre, accompagné de son chef de cabinet Robert de Mûelenaere, se rend au Congo belge avec pour mission de mettre au point la législation de guerre. Il y reste jusqu'en février 1940, nouant des contacts avec les territoires alliés limitrophes. L’effort de guerre du Congo consiste principalement dans la fourniture de matières premières aux Alliés, y compris ultérieurement la fourniture de l’uranium destiné aux bombes atomiques, qui mettront fin à la guerre contre le Japon. La Force Publique du Congo participe avec succès à la campagne contre l’Italie en Abyssinie et se distingue par la prise d'Asosa et de Saïo en 1941.

### Après-guerre
Albert de Vleeschauwer quitte le gouvernement en février 1945. Il devient membre de l'Institut royal colonial belge. Il reprend également ses activités parlementaires et au sein du Parti social chrétien. En dépit des décisions controversées de Léopold III pendant la guerre, il reste fidèle au roi et à son retour en Belgique en tant que souverain.
De juin à août 1950, Il est ministre de l'Intérieur de l'éphémère gouvernement Duvieusart qui dénoue la Question royale, crise qui affecte la monarchie belge de mai 1945 à juillet 1951. Sur l'insistance du gouvernement Duvieusart qui doit faire face au climat insurrectionnel se développant en Belgique, Léopold III accepte de déléguer ses pouvoirs à son fils Baudouin avant son abdication définitive le 16 juillet 1951.
En 1958, Albert de Vleeschauwer reçoit le portefeuille de l’Agriculture dans le gouvernement Gaston Eyskens II. On veut à tout prix l’impliquer dans une faillite prononcée initialement à Léopoldville en 1956, par le biais d’une procédure relancée à Bruxelles en 1960. Il est amené à démissionner en novembre 1960 mais doit attendre jusqu’en juin 1964 pour être acquitté par la Cour d’Appel de Bruxelles de tous les faits mis à sa charge. 
Il ne revient plus sur la scène politique et meurt à Kortenberg le 24 février 1971.

## Hommages et distinctions
En avril 1954, le roi Baudouin de Belgique l’anoblit et lui confère le titre héréditaire de baron.
Il a reçu les distinctions suivantes:
- Grand officier de l'ordre de Léopold (Belgique) ;
- Grand-croix de l'ordre de la Couronne en 1954 (Belgique) ;
- Grand-croix de l’ordre royal du Lion en 1949 (Congo belge) ;
- Grand-croix de l'ordre du Christ (Portugal);
- Grand-croix de l'ordre de la Couronne de chêne (Luxembourg) ;
- Grand-croix de l'ordre d'Orange-Nassau (Pays-Bas) ;
- Medal for Merit en 1947 (États-Unis)